# Йозеф Земан
Йозеф Земан (чеськ. Josef Zeman, 23 січня 1915, Їндржіхув Градець — 3 травня 1999) — чехословацький футболіст, що грав на позиції нападника, зокрема, за клуб «Спарта» (Прага), а також національну збірну Чехословаччини. По завершенні ігрової кар'єри — тренер.
Дворазовий чемпіон Чехословаччини. 

## Клубна кар'єра
У футболі дебютував 1932 року виступами за команду «Динамо» (Чеські Будейовиці), в якій провів чотири сезони. 
Своєю грою за цю команду привернув увагу представників тренерського штабу клубу «Спарта» (Прага), до складу якого приєднався 1937 року. Відіграв за празьку команду наступні шість сезонів своєї ігрової кар'єри. За цей час двічі виборював звання чемпіона Чехословаччини.
Згодом з 1943 по 1946 рік грав у складі клубів «Пардубіце», «Нусле» та «Чехі Карлін».
Завершив професійну ігрову кар'єру у клубі «Динамо» (Чеські Будейовиці), у складі якого вже виступав раніше. Прийшов до команди 1946 року, захищав її кольори до припинення виступів на професійному рівні у 1948.
| Дата       | Місто  | Господарі      | Результат | Гості          | Турнір                   | Голи | Примітки |
| ---------- | ------ | -------------- | --------- | -------------- | ------------------------ | ---- | -------- |
| 01.12.1937 | Лондон | Англія         | 5 – 4     | Чехословаччина | товариський матч         | 1    |          |
| 08.12.1937 | Глазго | Шотландія      | 5 – 0     | Чехословаччина | товариський матч         | -    |          |
| 03.04.1938 | Базель | Швейцарія      | 4 – 0     | Чехословаччина | Кубок Центральної Європи | -    |          |
| 05.06.1938 | Гавр   | Чехословаччина | 3 – 0     | Нідерланди     | ЧС 1938 - 1-й етап       | 1    |          |
| Усього     |        | Матчів         | 4         |                | Голів                    | 2    |          |

## Кар'єра тренера
Розпочав тренерську кар'єру невдовзі по завершенні кар'єри гравця, 1949 року, очоливши тренерський штаб клубу «Динамо» з міста Чеські Будейовиці. Досвід тренерської роботи обмежився цим клубом.
Помер 3 травня 1999 року на 85-му році життя.

## Титули і досягнення
- Чемпіон Чехословаччини (2):

«Спарта» (Прага): 1937-1938, 1938-1939